# Oberhausen (Rhénanie-du-Nord-Westphalie)
Pour les articles homonymes, voir Oberhausen.
Oberhausen (en allemand : /ˈoːbɐˌhaʊ̯zn̩/ ) est une ville indépendante allemande (kreisfreie Stadt) du district de Düsseldorf, dans le Land de Rhénanie-du-Nord-Westphalie. Elle se situe dans la Ruhr, à environ 30 km au nord de Düsseldorf et fait partie de la structure intercommunale de la Ruhr (Regionalverband Ruhr) qui regroupe quelque 5 millions d'habitants.

## Géographie

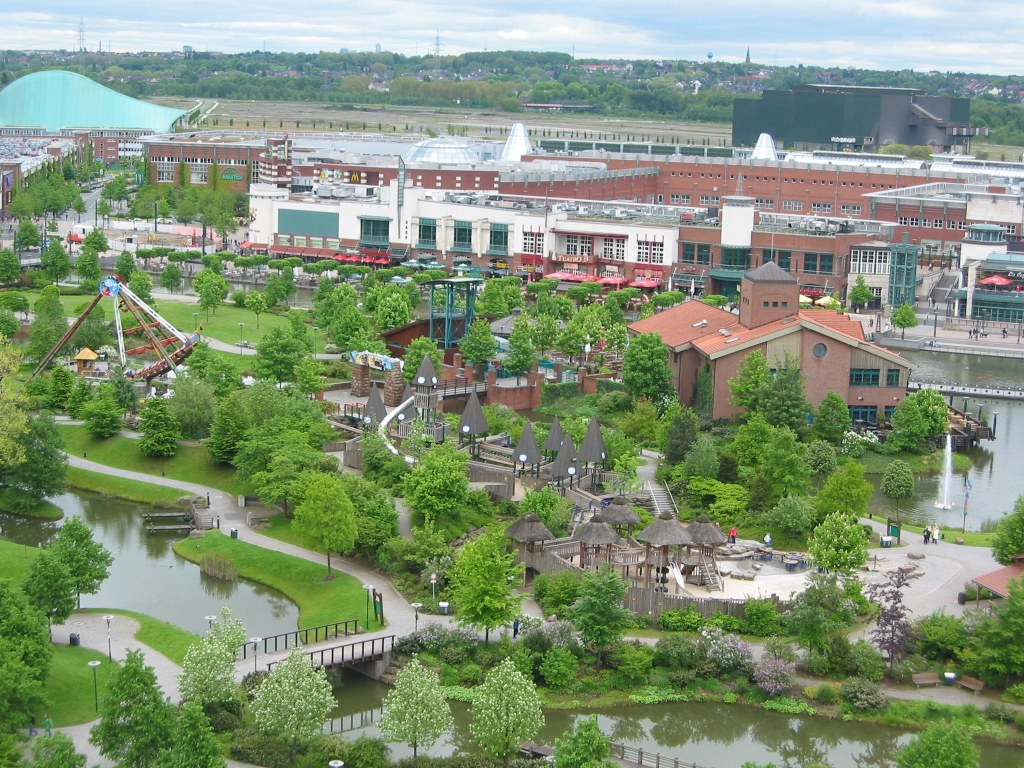
Oberhausen, CentrO

Oberhausen est située dans la partie occidentale du bassin de la Ruhr. La ville est traversée d'est en ouest par la rivière Emscher et par le canal Rhin-Herne.

## Histoire
| Appartenances historiques Électorat de Cologne 1228-1803 Duché d'Arenberg-Meppen 1803-1810 Grand-duché de Berg 1810-1813 Royaume de Prusse (Province de Westphalie) 1815-1918 République de Weimar 1918-1933 Reich allemand 1933-1945 Allemagne occupée 1945-1949 Allemagne de l'Ouest 1949-1990 Allemagne 1990-1949 |

Oberhausen tire son nom du château construit près de la gare créée en 1847. Dès 1862, le développement de l'extraction du charbon assure le développement de la commune qui obtient le statut de ville en 1874.
La construction d'aciéries contribue, comme dans le reste de la Ruhr au très grand développement de la ville au cours du XXe siècle. Malheureusement, dès les années 60, la ville souffre de la fermeture des premières mines de charbon (la dernière mine ferme ses portes en 1992), puis de la fermeture des aciéries (Thyssen en 1997), des usines de raffinage de métaux (raffinerie de zinc Altenberg en 1981).
Depuis, de grandes friches industrielles ont été reconverties en lieux culturels ou centres commerciaux (CentrO, un des plus grands centres commerciaux de la région). Un port de plaisance a été construit sur le canal Rhin-Herne.

## Villes limitrophes
Oberhausen est limitrophe des villes de Bottrop au nord-est, de Essen à l'est, de Mülheim an der Ruhr au sud, de Duisbourg au sud-ouest et de Dinslaken au nord-ouest.

## Structure administrative

### Arrondissements et quartiers
La ville est divisée en trois arrondissements (Stadtbezirke) composés eux-mêmes de 28 quartiers (Ortsteile) :
- Alt Oberhausen, 24,15 km2, 92 198 habitants en 2008 ;
- Osterfeld, 10,77 km2, 39 116 habitants en 2008 ;
- Sterkrade, 42,15 km2, 83 859 habitants en 2008.

## Démographie
La ville d'Oberhausen a absorbé plusieurs communes au cours du XXe siècle :
- 1909 : Buschhausen
- 1910 : Alstaden
- 1915 : Borbeck, Dellwig, Frintrop

En 1929, les villes d'Osterfeld (~30 000 habitants), d'Oberhausen (~110 000 habitants) et de Sterkrade (~50 000 habitants) fusionnent et donnent naissance à la ville indépendante d'Oberhausen actuelle.

## Transports

### Autoroutes
Oberhausen bénéficie de nombreuses liaisons autoroutières :
- A2 (Route européenne 34) vers Dortmund, Hanovre, Berlin
- A3 (Route européenne 35) vers Arnhem à l'ouest et vers Cologne et Francfort-sur-le-Main
- A40 vers Duisbourg et Eindhoven à l'ouest et vers Essen et Dortmund à l'est
- A42 vers Kamp-Lintfort et Gelsenkirchen

### Voies ferrées

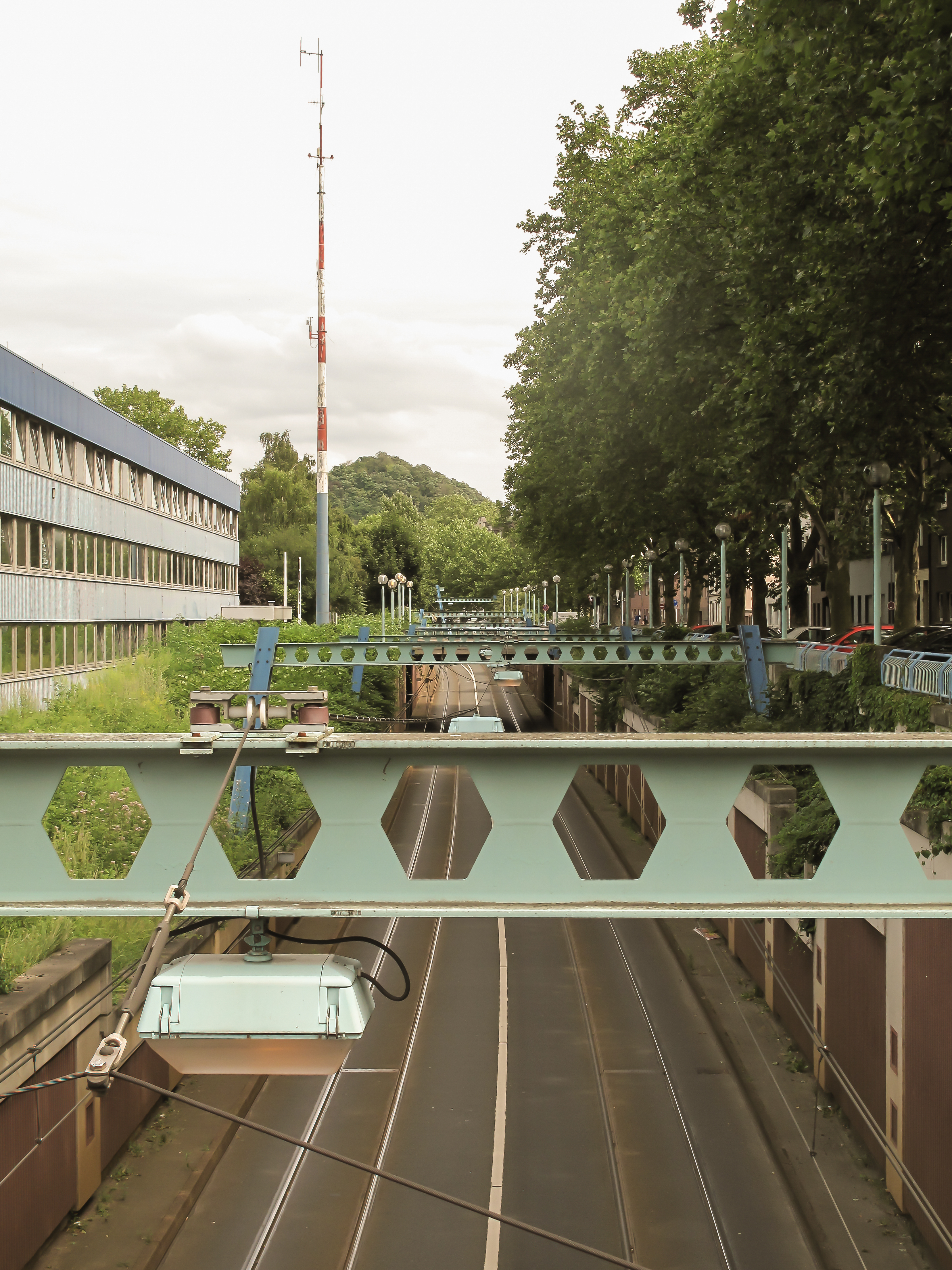
Près de la gare Feuerwache

La gare centrale d'Oberhausen est desservie par de nombreuses lignes de chemin de fer, tant de grandes destinations (Amsterdam, Bâle, Luxembourg, Berlin, Francfort-sur-le-Main, Munich) que de très nombreuses destinations plus locales de la Ruhr et de la vallée du Rhin.

### Aéroports
L'aéroport le plus proche est celui de Düsseldorf, à 28 km.

### Transports urbains
Les transports urbains (bus, tramways) sont assurés par une société municipale, la STOAG.

## Culture
Oberhausen abrite le Festival international du court-métrage d'Oberhausen, créé en 1954, l'un des plus anciens au monde, qui permit de découvrir de nombreux cinéastes.

## Lieux

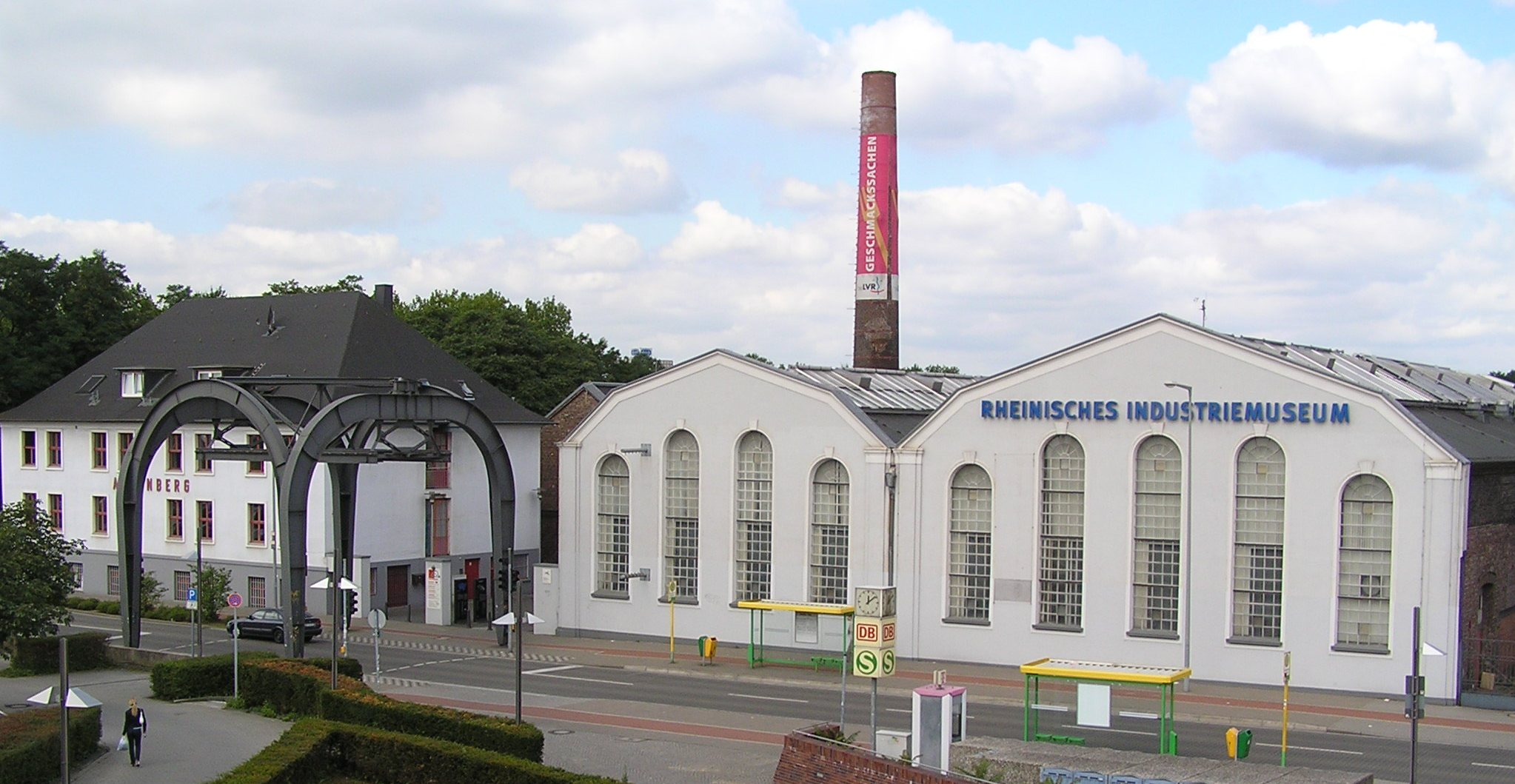
Le Musée de l'Industrie

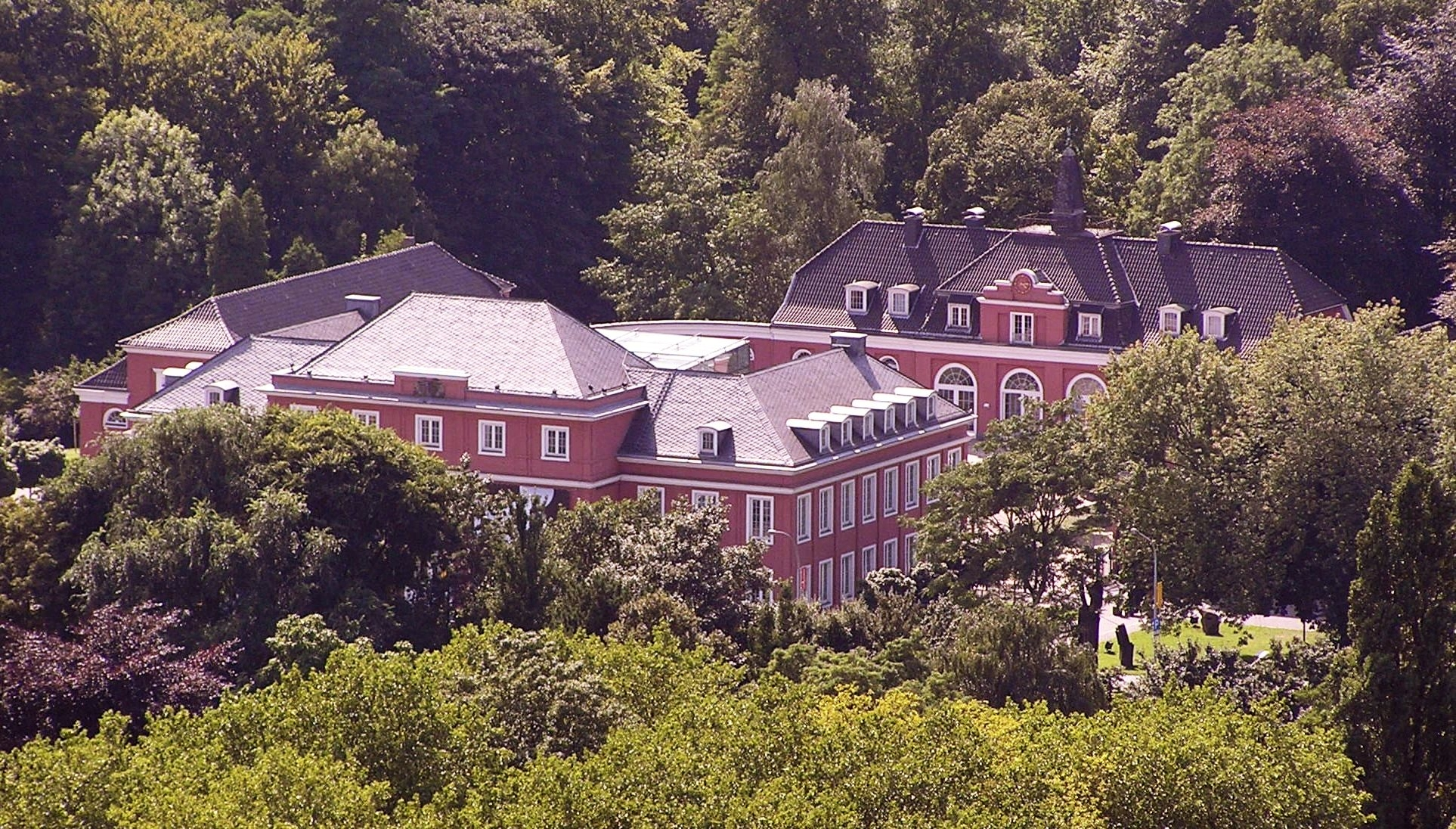
Le château d'Oberhausen

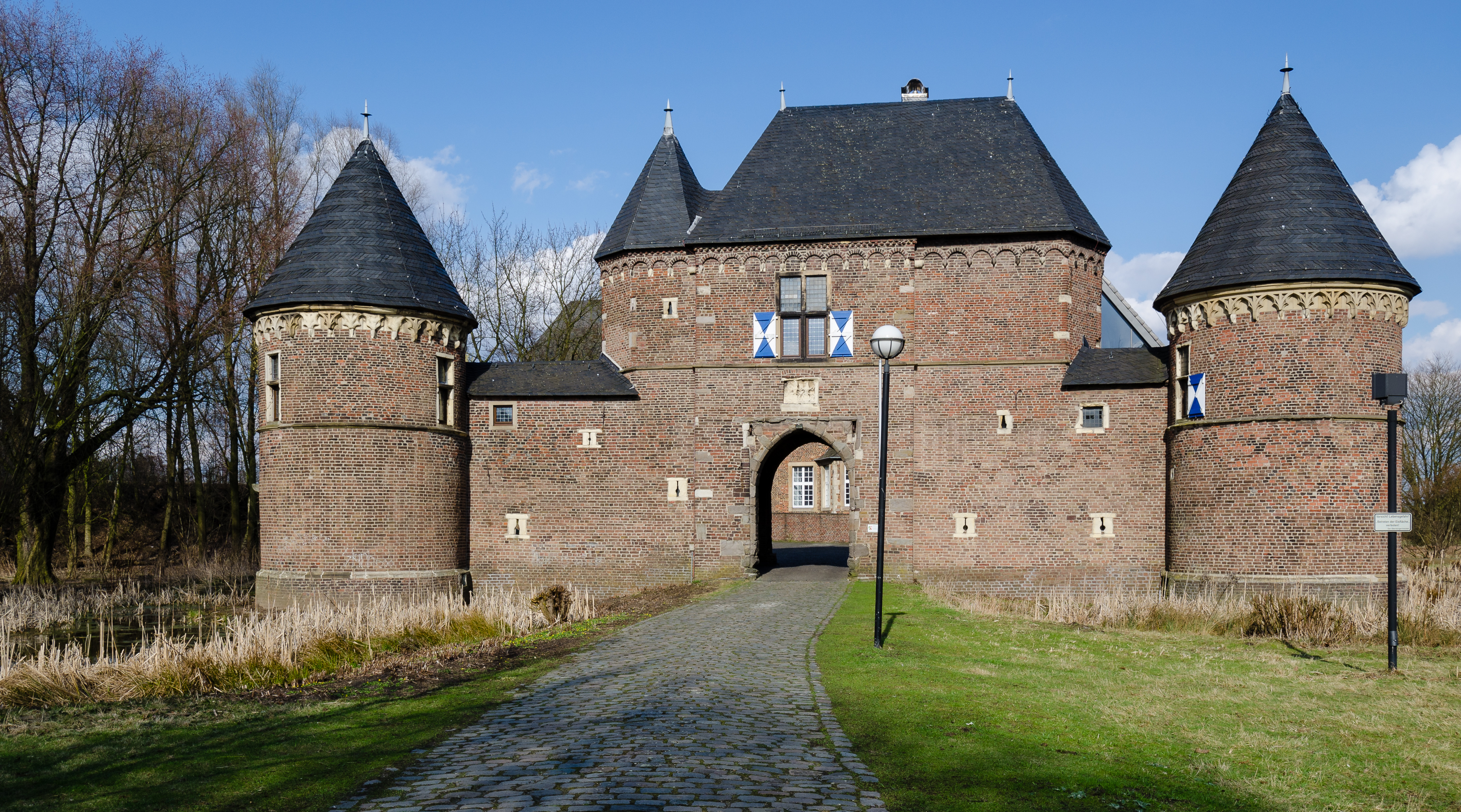
Le château de Vondern

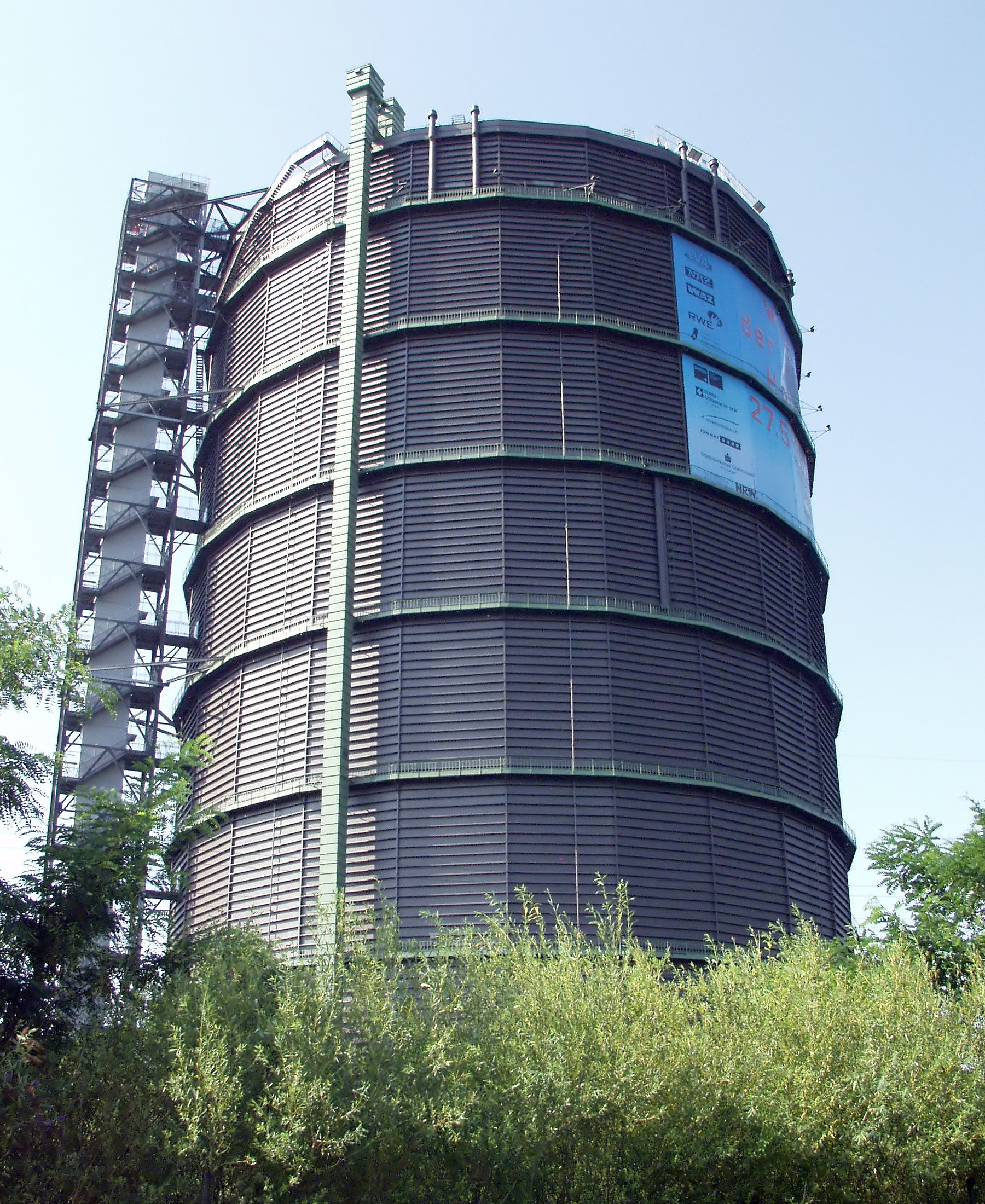
Le gazomètre d'Oberhausen

- Musée de l'Industrie du Rhin (Rheinisches Industriemuseum), installé dans l'ancienne raffinerie de zinc d'Altenberg, ouvert en 1997.
- Château d'Oberhausen, musée d'art moderne qui abrite la LudwigGalerie.
- Château de Vondern
- Kastell Holten
- Le gazomètre d'Oberhausen, ancien réservoir de gaz qui abrite des expositions d'art contemporain (117 m de hauteur).
- Le CentrO, connu pour être le plus grand centre commercial européen.
- Sea Life Abenteuer Park, aquarium et parc d'attractions.
- Musée de l'espionnage (fermé).

## Jumelages
- Middlesbrough (Royaume-Uni) depuis 1974
- Zaporijia (Ukraine) depuis 1986
- Freital (Allemagne) depuis 1990, dans le land de Saxe
- Carbonia (Italie) depuis 2003, en Sardaigne
- Iglesias (Italie) depuis 2003, en Sardaigne
- Mersin (Turquie) depuis 2004

## Sports
La ville d'Oberhausen héberge le club de football semi-professionnel Rot-Weiss Oberhausen qui évolue en quatrième division du championnat d'Allemagne de football (Regionalliga West).
Le BV Osterfeld évolue quant à lui dans les divisions amatrices.

## Personnalités liées à la ville
- Alex Benno (1872-1952), acteur, réalisateur et producteur de cinéma
- Will Quadflieg (1914-2003), acteur, régisseur
- Erich Juskowiak (1926-1983), footballeur allemand.
- Theo Vennemann (1937-), linguiste allemand.
- Lothar Kobluhn (1943-2019), footballeur allemand et meilleur buteur de la saison 1970/1971 de la Bundesliga.
- Ditmar Jakobs (1953-), footballeur allemand.
- Dirk Bauermann, (1957- ancien joueur allemand de basket-ball, devenu entraîneur.
- Willi Wülbeck (1954-), athlète allemand.
- Ulla Salzgeber (1958-), double championne olympique d'équitation.
- Christoph Schlingensief (1960-2010), réalisateur de cinéma et homme de théâtre.
- Scumeck Sabottka (1962-), promoteur allemand.
- Martha Schneider-Bürger (1903-2001), ingénieure.
- Esther Schweins (1970-), actrice et présentatrice de télévision.
- Paul le poulpe (2008-26 octobre 2010), poulpe « oracle » pour les matches de l'équipe d'Allemagne de football et pour la finale de la coupe du monde de football 2010, Espagne-Pays-Bas.
- Sebastian Dey (1979-), chanteur allemand.